# Rio Cubatão (São Paulo)
O rio Cubatão é um rio brasileiro do estado de São Paulo. Nasce em São Bernardo do Campo, no Parque Estadual da Serra do Mar, na localização geográfica, latitude 23º56'11" sul e longitude 46º57'20" oeste. Seu curso segue de sudoeste para nordeste, atravessando o vale que leva o seu nome e já na área urbana da cidade de Cubatão, muda o curso sentido sul em direção ao estuário de Santos. Em 1977 tiveram início as obras de retificação de um pequeno trecho do rio. Uma curva existente ao lado da antiga Companhia Brasileira de Estireno, que acreditavam ser a responsável por causar enchentes na cidade, foi modificada, ficando o trecho mais retilíneo. A partir da década de 1980, os programas de controle de poluição fizeram com que as águas do Rio Cubatão que antes recebiam dejetos de algumas indústrias, começassem o processo de limpeza e retorno gradativo de peixes e aves típicas de mangue e estuário. Pouco tempo depois, podiam ser vistos em suas margens tentando a sorte de fisgar algum robalo ou tainha, pescadores oriundos de cidades vizinhas e até da Grande São Paulo. Sua bacia se localiza entre a Grande São Paulo e a Baixada Santista. Deságua em Santos por canais de tipo delta na região do estuário.  

## Afluentes
- Margem esquerda:
  - Rio Cubatão de Cima
  - Rio Pilões
  - Ribeirão das Pedras
  - Ribeirão Perequê
  - Rio Mogi